# کانتون هرزگوین-نرتوا
استان هرزگوین-نرتوا (به لاتین: Herzegovina-Neretva Canton) یک استان در بوسنی و هرزگوین است که در فدراسیون بوسنی و هرزگوین واقع شده‌است.
مساحت این استان ۴۴۰۱ کیلومتر مربع و جمعیت آن در سال ۲۰۱۳ میلادی ۲۳۶٬۲۷۸ نفر بوده است.